# Corynoneurella
Corynoneurella är ett släkte av tvåvingar som beskrevs av Lars Zakarias Brundin 1949. Corynoneurella ingår i familjen fjädermyggor.
Släktet innehåller bara arten Corynoneurella paludosa.